# Eduard Fischer (Geistlicher)
Eduard Fischer (* 16. September 1901 in Neugeschrei, Böhmen; † 27. April 1945 in Falkenau) war ein deutscher römisch-katholischer Geistlicher und Märtyrer.

## Leben
Eduard Fischer, der aus demselben Ort wie Kardinal Theodor Innitzer stammte, wurde am 5. Juli 1925 in Prag zum Priester geweiht. Ab 1934 war er Pfarrer in Lanz in Westböhmen, später Erzdechant. Als Gegner der Nationalsozialisten wurde er am 30. September 1943 von der Gestapo verhaftet und über das Gefängnis Karlsbad am 18. Dezember 1943 in das KZ Dachau gebracht (Häftlingsnummer 60589). Er wurde am 5. April 1945 entlassen, starb aber bereits am 27. April 1945 an den Folgen der Haft. Er war 43 Jahre alt.     

## Gedenken
Die Römisch-katholische Kirche in Deutschland hat Eduard Fischer als Märtyrer aus der Zeit des Nationalsozialismus in das deutsche Martyrologium des 20. Jahrhunderts aufgenommen.